# Municipio de Indian Lake
El municipio de Indian Lake (en inglés: Indian Lake Township) es un municipio ubicado en el condado de Nobles en el estado estadounidense de Minnesota. En el año 2010 tenía una población de 232 habitantes y una densidad poblacional de 2,56 personas por km².

## Geografía
El municipio de Indian Lake se encuentra ubicado en las coordenadas 43°32′22″N 95°31′12″O / 43.53944, -95.52000. Según la Oficina del Censo de los Estados Unidos, el municipio tiene una superficie total de 90.49 km², de la cual 86,98 km² corresponden a tierra firme y (3,87 %) 3,5 km² es agua.

## Demografía
Según el censo de 2010, había 232 personas residiendo en el municipio de Indian Lake. La densidad de población era de 2,56 hab./km². De los 232 habitantes, el municipio de Indian Lake estaba compuesto por el 98,28 % blancos y el 1,72 % eran de una mezcla de razas. Del total de la población el 0,86 % eran hispanos o latinos de cualquier raza.